# Octaeteride
In astronomia octaeteride (dal greco antico okta=otto ed etos=anno) indica un periodo di otto anni solari; periodo durante il quale si verificano esattamente 99 lunazioni (con un errore di circa un giorno e mezzo), cioè 8 anni lunari, di cui 3 embolismici. Questo ciclo lunare fu usato nei calendari lunisolari prima dell'introduzione del ciclo metonico, che è molto più accurato. Secondo Censorino la octaeteride sarebbe stata scoperta dall'astronomo greco Cleostrato di Tenedo, per il quale una octaeteride durava esattamente 2923,5 giorni.
Si osservi che anche Venere segue un ciclo ottennale, perciò al termine di una octaeteride non solo le fasi lunari si verificano quasi nello stesso giorno del calendario solare, ma anche il pianeta Venere si trova approssimativamente nella stessa posizione. Perciò anche le congiunzioni della Luna con Venere seguono approssimativamente un periodo ottennale.
| Periodo astronomico        | Numero in una octateride | Durata totale (giorni) |
| Anno tropico               | 8                        | 2921.93754             |
| Anno siderale              | 8                        | 2922,0512              |
| Mese lunare sinodico       | 99                       | 2923.528230            |
| Mese siderale lunare       | 107                      | 2923.417787            |
| Periodo sinodico di Venere | 5                        | 2919.6                 |
| Periodo siderale di Venere | 13                       | 2921.07595             |

## Diffusione e sviluppi
Cicli ottennali simili all'octaeteride ebbero largo utilizzo anche al di fuori del Mediterraneo. In Egitto, invece, il ciclo lunare venne raccordato non con gli anni solari tropici, ma con l'anno "civile" di 365 giorni utilizzando un ciclo di 25 anni solari e 309 mesi lunari, descritto nel papiro Carlsberg 9 (ca. 144 d.C.). Infatti 309 mesi lunari sono 9124,95 giorni, cioè quasi esattamente 25 anni "civili" egiziani: 25x365=9125. Nel ciclo lunare vi erano 16 anni ordinari e 9 embolismici, gli anni 1,3,6.9.12,14,17, 20, 23 del ciclo.